# Daïra d'Aïn Fares
La daïra d'Aïn Fares est une circonscription administrative algérienne située dans la wilaya de Mascara. Son chef-lieu est situé sur la commune éponyme de Aïn Fares.

## Communes
La daïra regroupe les deux communes d'Aïn Fares et Mamounia.